# Roberto Benvenuti
Roberto Benvenuti (Livorno, 8 ottobre 1945 – Las Vegas, 11 dicembre 2010) è stato un politico italiano.

## Biografia
Dopo il diploma al liceo classico lavora come collaboratore e inviato de L'Unità.
Dal 1975 ricopre più volte l'incarico di assessore del comune di Livorno nelle giunte guidate dal sindaco Alì Nannipieri.
Nel 1985 viene eletto Sindaco di Livorno, rimane in questa carica per sette anni fino al 1992.
Nello stesso anno si candida alle elezioni politiche tra le file del Partito Democratico della Sinistra, nel quale viene eletto Senatore. Incarico che mantiene anche dopo le elezioni del 1994, rimane a Palazzo Madama fino alla primavera 1996 in corrispondenza della fine anticipata della Legislatura.
Muore a 65 anni dopo una grave malattia durata due anni